# Pråmdragarnas sång vid Volga
Pråmdragarnas sång vid Volga är en rysk folkvisa. Den populariserades av Feodor Sjaljapin 1902 men har även framförts av sentida musiker såsom jazzmusikern Glenn Miller och Igor Stravinskij.  Låten förekommer även i spelen Civilization 4 och Civilization 1.